# Pseudopallene centrotus
Pseudopallene centrotus là một loài nhện biển trong họ Callipallenidae. Loài này thuộc chi Pseudopallene. Pseudopallene centrotus được miêu tả khoa học năm 1990 bởi Pushkin.